# NGC 5953
NGC 5953 is een spiraalvormig sterrenstelsel in het sterrenbeeld Slang. Het hemelobject ligt 93 miljoen lichtjaar van de Aarde verwijderd en werd op 17 april 1784 ontdekt door de Duits-Britse astronoom William Herschel.

## Synoniemen
- UGC 9903
- IRAS 15322+1521
- MCG 3-40-5
- Arp 91
- ZWG 107.8
- VV 244
- KCPG 468A
- PGC 55480